# Bortelsee
Bortelsee là một hồ chứa nước trong khu đô thị của Brig ở bang Valais, Thụy Sĩ. Đập được xây dựng vào năm 1989.